# イオン半径

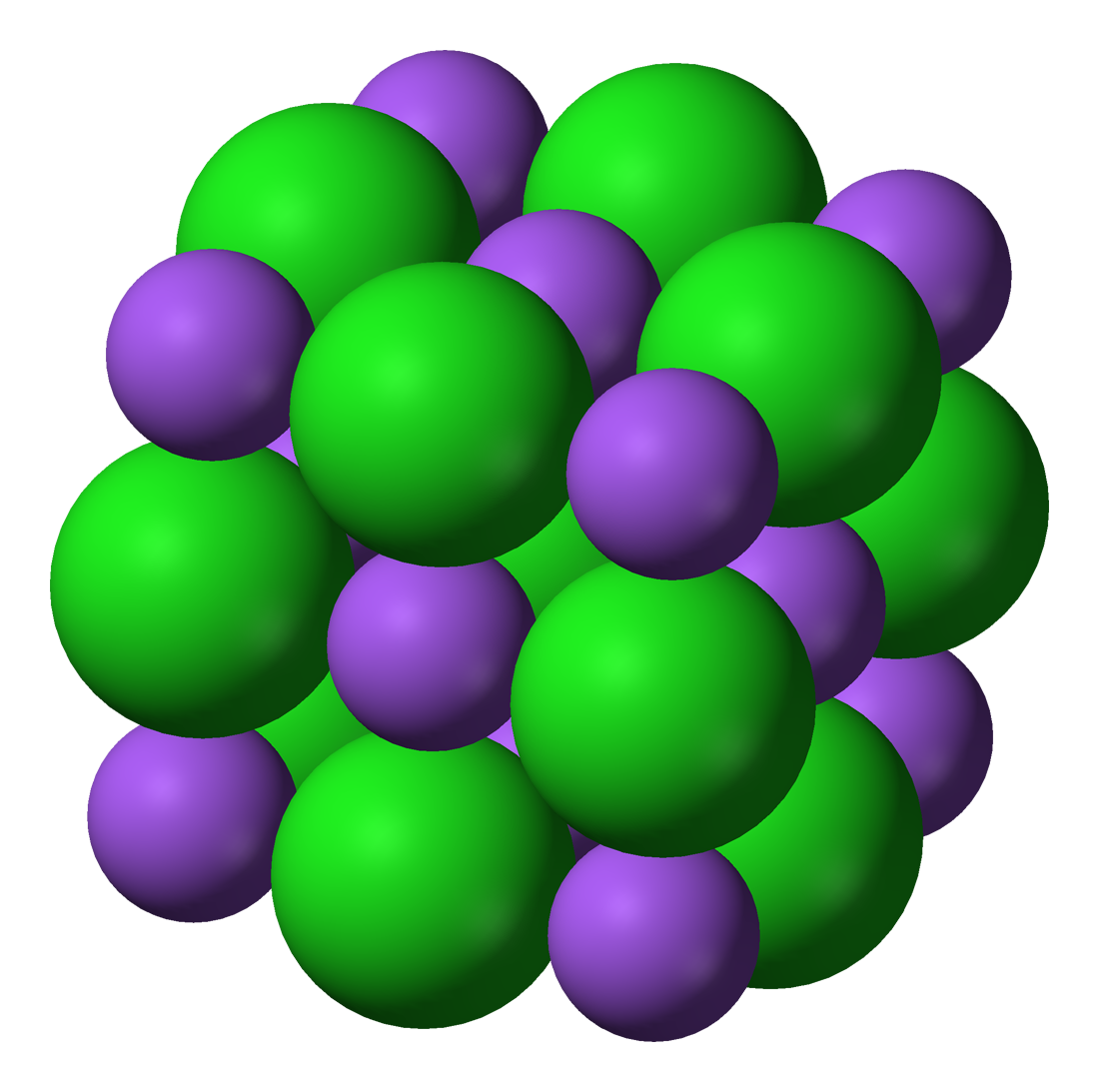
NaClの結晶格子

イオン半径（イオンはんけい、ionic radius）とはイオン結晶の結晶格子中においてイオンを剛体球と仮定した場合の半径である。
イオン半径はオングストローム（Å）あるいはピコメートル（pm）という単位で表示されるが、後者がSI単位である。

## 概要
イオンの電子雲が球対称であると見做せる場合、イオン結晶中の陽イオンおよび陰イオンの原子間距離は、両者の半径の和であると仮定することができる。
X線回折により得られる原子間距離は陽イオンと陰イオンの半径の合計であり、単独イオンの半径を直接求めることはできない。そこで、1927年にライナス・ポーリング（Linus Carl Pauling）は1価イオンについて半径が有効核電荷に反比例するものと仮定して半径を求め、これを基に結晶構造のデータがあるものについて各種原子のイオン半径を決定した。

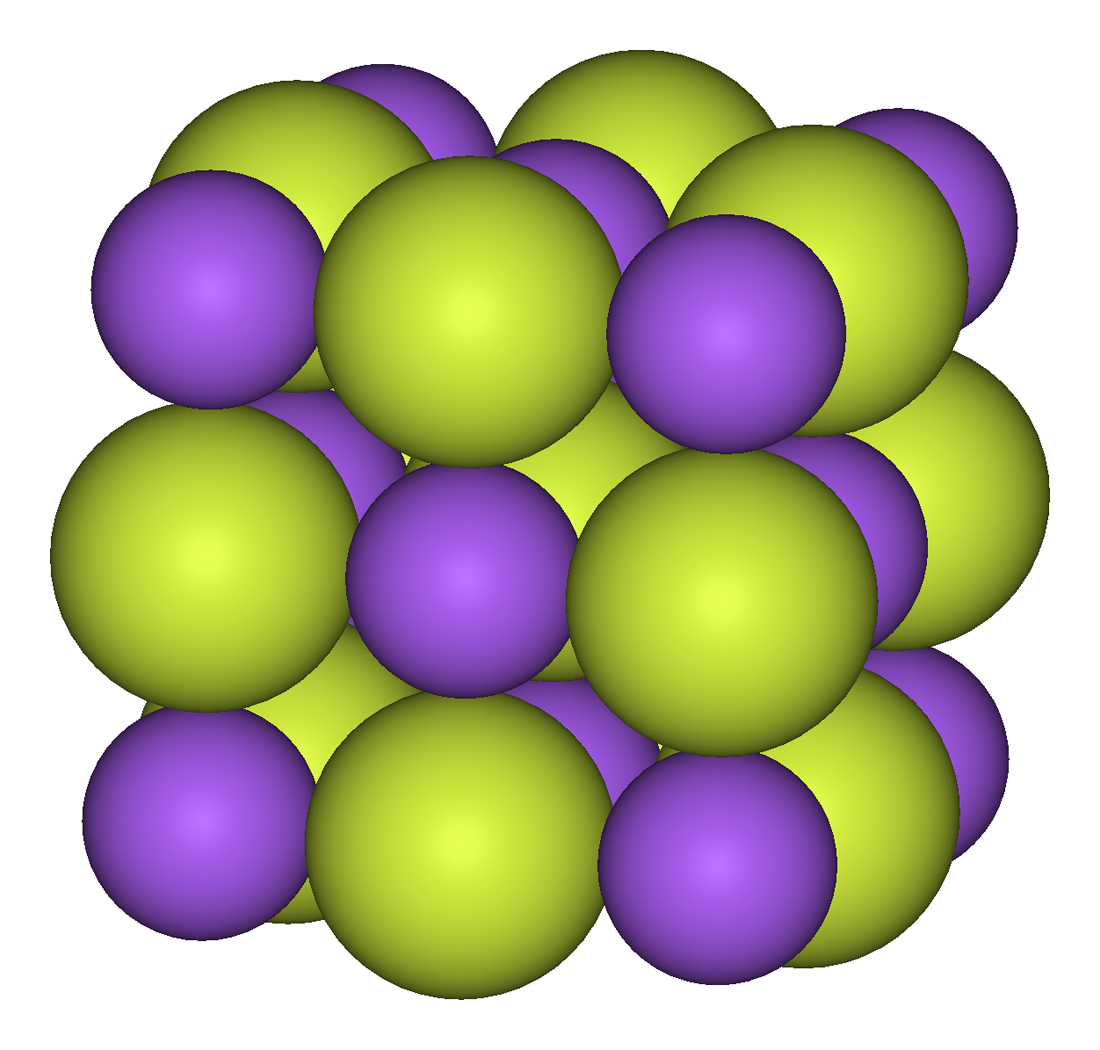
NaFの結晶格子

例えばフッ化ナトリウム結晶格子の格子定数は462 pmであり、ナトリウムイオン Na+ およびフッ化物イオン F− の半径の合計は231 pmとなるが単独のイオン半径はこの方法から知ることができない。
これらのイオンは共にネオンの電子配置 1s22s22p6 をとりスレーター軌道に基いて遮蔽定数を求めると 4.15 となる。ナトリウムイオンの有効核電荷は 11−4.15=6.85 、フッ化物イオンは 9−4.15=4.85 となり、イオン半径比は以下のようになる。これから{\displaystyle r_{\rm {{Na}^{+}}}}=95 pm、{\displaystyle r_{\rm {{F}^{-}}}}=136 pm が求まる。
{\displaystyle {\frac {r_{\rm {{Na}^{+}}}}{r_{\rm {{F}^{-}}}}}=\left({\frac {6.85}{4.85}}\right)^{-1}=0.71}
また塩化ナトリウム型構造であるハロゲン化アルカリの格子定数は以下のようになる。これらのデータよりイオン半径の差が求められ、先に求めた Na+ および F− の半径を用いてその他の各種イオン半径が求められた。
| r/pm | F−           | Cl−           | Br−           | I−           |
| ---- | ------------ | ------------- | ------------- | ------------ |
| Li+  | 401.73 (LiF) | 512.95 (LiCl) | 550.13 (LiBr) | 600.0 (LiI)  |
| Na+  | 462.0 (NaF)  | 564.06 (NaCl) | 597.32 (NaBr) | 647.28 (NaI) |
| K+   | 534.7 (KF)   | 629.29 (KCl)  | 660.00 (KBr)  | 706.56 (KI)  |
| Rb+  | 564 (RbF)    | 658.10 (RbCl) | 685.4 (RbBr)  | 734.2 (RbI)  |
| Cs+  | 600.8 (CsF)  |               |               |              |

以下にポーリングによるイオン半径（pm）を示す。
| H+      |          |                 |                               |                               |                               | H− 208                        |                               |                               |                               |
| Li+ 60  | Be2+ 31  | B3+ 20          | C4+ 15 C4− 260                | N5+ 11 N3− 171                | O6+ 9 O2− 140                 | F7+ 7 F− 136                  |                               |                               |                               |
| Na+ 95  | Mg2+ 65  | Al3+ 50         | Si4+ 41 Si4− 271              | P5+ 34 P3− 212                | S6+ 29 S2− 184                | Cl7+ 26 Cl− 181               |                               |                               |                               |
| K+ 133  | Ca2+ 99  | Sc3+ 81         | Ti4+ 68 Ti3+ 76               | V5+ 59 V4+ 60                 | Cr6+ 52 Cr3+ 69               | Mn7+ 46 Mn2+ 80               | Fe3+ 64 Fe2+ 76               | Co3+ 63 Co2+ 74               | Ni3+ 62 Ni2+ 69               |
| Cu+ 96  | Zn2+ 74  | Ga3+ 62         | Ge4+ 53                       | As5+ 47                       | Se6+ 42 Se2− 198              | Br7+ 39 Br− 195               |                               |                               |                               |
| Rb+ 148 | Sr2+ 113 | Y3+ 93          | Zr4+ 80                       | Nb5+ 70                       | Mo6+ 62 Mo4+ 66               | Tc7+ 56                       | Ru4+ 63                       | Rh3+                          | Pd2+ 86                       |
| Ag+ 126 | Cd2+ 97  | In3+ 81         | Sn4+ 71 Sn2+ 112              | Sb5+ 62                       | Te6+ 56 Te2− 221              | I7+ 50 I− 216                 |                               |                               |                               |
| Cs+ 169 | Ba2+ 135 | La3+ 115        | Ce4+ 101 , Eu2+ 112 , Lu3+ 93 | Ce4+ 101 , Eu2+ 112 , Lu3+ 93 | Ce4+ 101 , Eu2+ 112 , Lu3+ 93 | Ce4+ 101 , Eu2+ 112 , Lu3+ 93 | Ce4+ 101 , Eu2+ 112 , Lu3+ 93 | Ce4+ 101 , Eu2+ 112 , Lu3+ 93 | Ce4+ 101 , Eu2+ 112 , Lu3+ 93 |
|         |          |                 | Hf4+ 81                       | Ta5+                          | W6+ 66                        | Re7+                          | Os4+ 65                       | Ir4+ 64                       | Pt2+                          |
| Au+ 137 | Hg2+ 110 | Tl3+ 95 Tl+ 140 | Pb4+ 84 Pb2+ 120              | Bi5+ 74                       |                               |                               |                               |                               |                               |
| Fr+     | Ra2+ 140 | Ac3+ 118        | Th4+ 102 , U4+ 97 , Am3+ 106  | Th4+ 102 , U4+ 97 , Am3+ 106  | Th4+ 102 , U4+ 97 , Am3+ 106  | Th4+ 102 , U4+ 97 , Am3+ 106  | Th4+ 102 , U4+ 97 , Am3+ 106  | Th4+ 102 , U4+ 97 , Am3+ 106  | Th4+ 102 , U4+ 97 , Am3+ 106  |

また1920年代にヴィクトール・モーリッツ・ゴルトシュミット（Victor Moritz Goldschmidt）らは酸化物イオン O2− の半径を 135 pm と見積もり各種イオン半径を算出し、その結果を地球化学分野に応用し、鉱物を結晶学の立場から理論を構築し多大な功績を残した。
後にこれらのイオン半径の値に改良が加えられ、配位数（4配位、6配位、8配位、12配位など）、あるいは高スピン状態か低スピン状態であるかによっても異なることが明らかにされた。1969年にR.D.ShannonおよびC.T.Prewittらは6配位の酸化物イオンの半径を 126 pm、フッ化物イオンの半径を 119 pmと置いて結晶データより各イオン半径を算出しており、これによれば陽イオンはポーリングによる値より14～17 pm程度大きくなり、陰イオンは14～17 pm程度小さくなる。ShannonおよびPrewittらの値の方がより結晶データとの整合性が高いとされる。6配位の主なイオン半径は以下の通りである。なお、ここでは結晶半径の値を示す。
| Li+ 90  | Be2+ 59  |          |  | O2− 126  | F− 119  |
| Na+ 116 | Mg2+ 86  | Al3+ 68  |  | S2− 170  | Cl− 167 |
| K+ 152  | Ca2+ 114 | Sc3+ 88  |  | Se2− 184 | Br− 182 |
| Rb+ 166 | Sr2+ 132 | Y3+ 104  |  | Te2− 207 | I− 206  |
| Cs+ 181 | Ba2+ 149 | La3+ 117 |  |          |         |

イオン半径はイオン間の距離、すなわち相互作用に直接関連するものであり、電荷と共に静電気力に大きく影響を与えるものである。すなわちイオン半径が小さいほど静電気力が強くなり格子エネルギーを増大させる傾向にある。
これらのイオン半径は完全なイオン結合であることを前提としているが、ある程度の共有結合性を有する結晶格子ではイオン半径の合計と格子定数との一致が良くない。例えば共有結合性の寄与が大きな塩化銀あるいは水素化マグネシウムなどの格子定数は陽イオンおよび陰イオンの半径の合計から予想される値よりも小さくなることが多い。塩化ナトリウム型構造であるハロゲン化銀の格子定数は以下のようになる。イオン半径はナトリウムイオンより銀イオンの方が大きく、イオン性の高いフッ化銀は予測される通り、フッ化ナトリウムより格子定数が大きいが、塩化銀および臭化銀では対応するナトリウム塩より格子定数が小さくなっている。
| r/pm | F−        | Cl−          | Br−           |
| ---- | --------- | ------------ | ------------- |
| Ag+  | 492 (AgF) | 554.7 (AgCl) | 577.45 (AgBr) |

## 配位数との関係

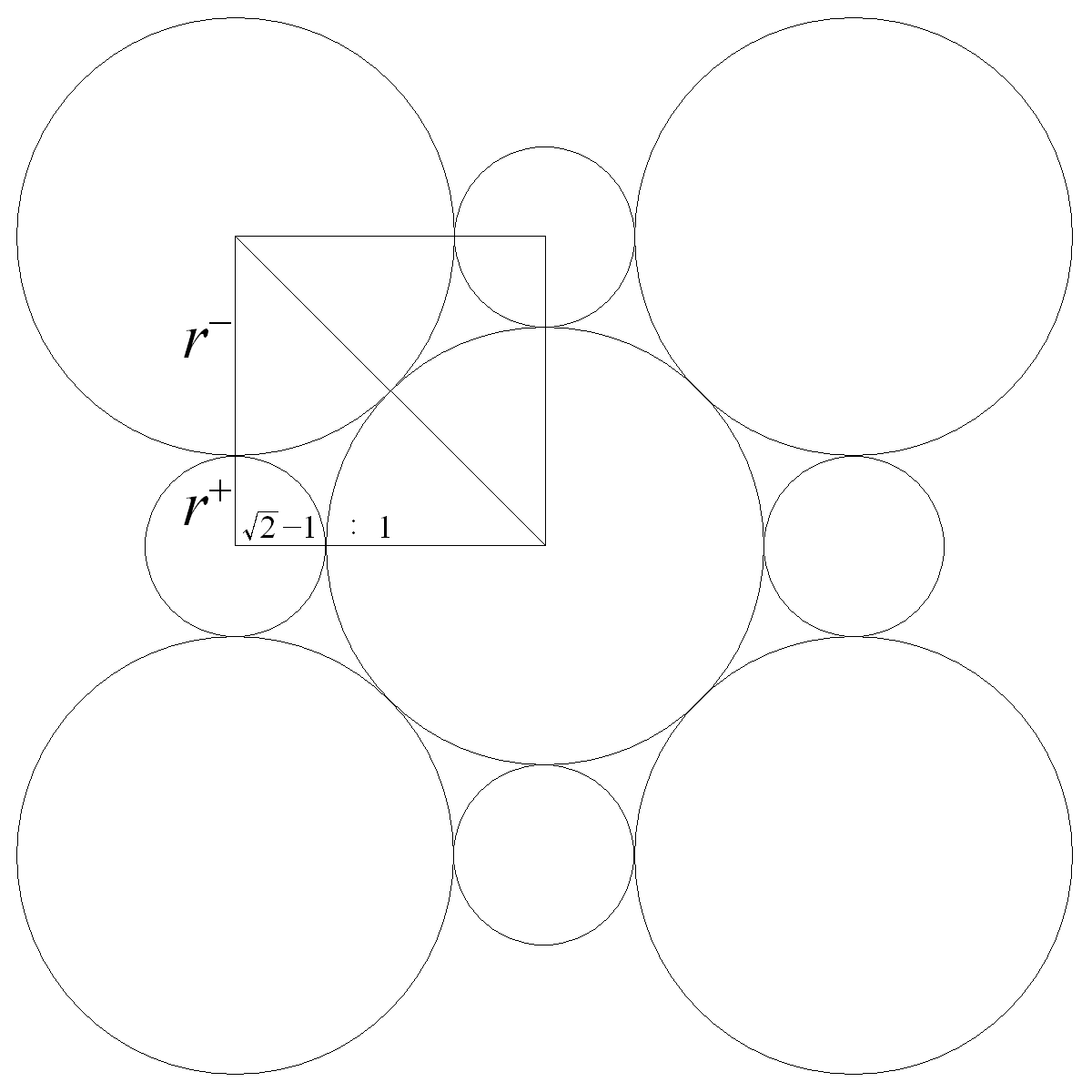
NaCl型構造の限界半径比

結晶格子中において陽イオンは陰イオンに、陰イオンは陽イオンにそれぞれ取り囲まれた配位構造であるが、同じ電荷のイオン同士では反発力が働き、それらが互いに接触した状態は不安定である。そのため各結晶格子について同種電荷のイオン同士が接触しない限界半径比（critical radius ratio）がある。
塩化セシウム型構造（8配位）をとるためには限界半径比は {\displaystyle {\frac {r^{-}}{r^{+}}}<{\frac {1}{{\sqrt {3}}-1}}} すなわち r− / r+ < 1.366 となる。
塩化ナトリウム型構造（6配位）では {\displaystyle {\frac {1}{{\sqrt {3}}-1}}<{\frac {r^{-}}{r^{+}}}<{\frac {1}{{\sqrt {2}}-1}}} すなわち 1.366 < r− / r+ < 2.414 となる。
閃亜鉛鉱型構造（4配位）では {\displaystyle {\frac {1}{{\sqrt {2}}-1}}<{\frac {r^{-}}{r^{+}}}<{\frac {\sqrt {3}}{\sqrt {2}}}-1} すなわち 2.414 < r− / r+ < 4.449 となる。
また正三角形3配位では {\displaystyle {\frac {\sqrt {3}}{\sqrt {2}}}-1<{\frac {r^{-}}{r^{+}}}<{\frac {2}{\sqrt {3}}}-1} すなわち 4.449 < r− / r+ < 6.464 となる。
ただし、これらの r− / r+ は r+ / r− と置き換えても良い。

## 水和イオンの性質
遊離状態のイオンが水和する場合その水和熱は、ほぼ z2/r（電荷の2乗/イオン半径）に比例する。すなわちこの数値が大きいほど強く水和し、金属陽イオンの場合は金属−酸素原子間の共有結合性が強くなり、プロトンを放出しやすく酸としての強度が高くなる。希ガス電子配置を取る水和金属イオンの酸解離定数 pKa は z2/r とほぼ直線関係が成立する。
溶液中の陽イオンおよび陰イオンの会合定数あるいは錯生成定数は静電気的な寄与が大きく、イオンの電荷が大きくイオン半径が小さいほど錯生成定数が大きくなる傾向にある。またHSAB則でいうところのhardな酸・塩基は一般的にイオン半径が小さく、softな酸・塩基は一般的に大きく分極しやすい傾向にある。